# Boumba-et-Ngoko
Departament Boumba-et-Ngoko – departament w Regionie Wschodnim w Kamerunie ze stolicą w Yokadoumie. Na powierzchni 30 389 km² żyje około 116,7 tys. mieszkańców.

## Gminy
- Gari-Gombo
- Moloundou
- Salapoumbé
- Yokadouma